# Irina Nikulchina
Irina Kostadinova Nikulchina –en búlgaro, Ирина Костадинова Никулчина– (Razlog, 8 de diciembre de 1974) es una deportista búlgara que compitió en biatlón y esquí de fondo.
Participó en cuatro Juegos Olímpicos de Invierno, entre los años 1994 y Turín 2006 (los dos primeros compitió en esquí de fondo y los últimos en biatlón), obteniendo una medalla de bronce en Salt Lake City 2002, en la prueba de persecución de biatlón. Ganó dos medallas en el Campeonato Europeo de Biatlón, plata en 2006 y bronce en 2007.

## Palmarés internacional
| Juegos Olímpicos   | Juegos Olímpicos                | Juegos Olímpicos  | Juegos Olímpicos |
| Año                | Lugar                           | Medalla           | Prueba           |
| ------------------ | ------------------------------- | ----------------- | ---------------- |
| 2002               | Salt Lake City (Estados Unidos) | Medalla de bronce | Persecución      |
| Campeonato Europeo |                                 |                   |                  |
| Año                | Lugar                           | Medalla           | Prueba           |
| 2006               | Langdorf (Alemania)             | Medalla de plata  | Relevos          |
| 2007               | Bansko (Bulgaria)               | Medalla de bronce | Persecución      |